# Лоджі-Бей-Міддл-Коув-Аутер-Коув
Лоджі-Бей-Міддл-Коув-Аутер-Коув (англ. Logy Bay-Middle Cove-Outer Cove) — містечко в Канаді, у провінції Ньюфаундленд і Лабрадор.

## Населення
За даними перепису 2016 року, містечко нараховувало 2221 особу, показавши зростання на 5,9%, порівняно з 2011-м роком. Середня густина населення становила 130,9 осіб/км².
З офіційних мов обидвома одночасно володіли 165 жителів, тільки англійською — 2 050. Усього 30 осіб вважали рідною мовою не одну з офіційних.
Працездатне населення становило 65,3% усього населення, рівень безробіття — 7,1% (6,5% серед чоловіків та 7,7% серед жінок). 88,4% осіб були найманими працівниками, а 10% — самозайнятими.
Середній дохід на особу становив $61 127 (медіана $47 904), при цьому для чоловіків — $74 883, а для жінок $47 873 (медіани — $58 624 та $38 336 відповідно).
24,4% мешканців мали закінчену шкільну освіту, не мали закінченої шкільної освіти — 9,8%, 65,6% мали післяшкільну освіту, з яких 47,9% мали диплом бакалавра, або вищий, 45 осіб мали вчений ступінь.
| Статево-вікова структура населення | Статево-вікова структура населення | Статево-вікова структура населення | Статево-вікова структура населення | Статево-вікова структура населення |
| ---------------------------------- | ---------------------------------- | ---------------------------------- | ---------------------------------- | ---------------------------------- |
|                                    |                                    |                                    |                                    |                                    |
| Всього                             | Всього                             | 49,9%50,1%                         |                                    |                                    |
| 0 — 14 років                       | 0 — 14 років                       |                                    | 16,7%                              | 16,7%                              |
| 15 — 64 років                      | 15 — 64 років                      |                                    | 67,6%                              | 67,6%                              |
| 65 і більше                        | 65 і більше                        |                                    | 15,8%                              | 15,8%                              |
| 85 і більше                        | 85 і більше                        |                                    | 0,9%                               | 0,9%                               |
| Середній вік (років)               | Середній вік (років)               | 41,242,1                           | 41,7                               | 41,7                               |
| Медіана (років)                    | Медіана (років)                    | 44,845,1                           | 45,0                               | 45,0                               |
| — чоловіки — жінки                 |                                    |                                    |                                    |                                    |

| Походження мешканців:     | Походження мешканців:     | Походження мешканців: | Походження мешканців: | Походження мешканців: |
| ------------------------- | ------------------------- | --------------------- | --------------------- | --------------------- |
| Походження                |                           |                       | осіб                  | %                     |
| Корінні американці        | Корінні американці        |                       | 125                   | 5.64%                 |
| Інше північноамериканське | Інше північноамериканське |                       | 1 025                 | 46.28%                |
| Європейське               | Європейське               |                       | 1 525                 | 68.85%                |
| британське                | британське                |                       | 1 480                 | 66.82%                |
| французьке                | французьке                |                       | 160                   | 7.22%                 |
| Африканське               | Африканське               |                       | 10                    | 0.45%                 |
| Азійське                  | Азійське                  |                       | 45                    | 2.03%                 |

| Зайнятість населення за галузями (за класифікацією NOC): | Зайнятість населення за галузями (за класифікацією NOC): | Зайнятість населення за галузями (за класифікацією NOC): | Зайнятість населення за галузями (за класифікацією NOC): | Зайнятість населення за галузями (за класифікацією NOC): |
| -------------------------------------------------------- | -------------------------------------------------------- | -------------------------------------------------------- | -------------------------------------------------------- | -------------------------------------------------------- |
|                                                          |                                                          |                                                          |                                                          |                                                          |
| Управління                                               | Управління                                               |                                                          | 11,4%                                                    | 11,4%                                                    |
| Бізнес, фінанси та адміністрування                       | Бізнес, фінанси та адміністрування                       |                                                          | 17,7%                                                    | 17,7%                                                    |
| Природничі та прикладні науки                            | Природничі та прикладні науки                            |                                                          | 9,3%                                                     | 9,3%                                                     |
| Охорона здоров'я                                         | Охорона здоров'я                                         |                                                          | 8%                                                       | 8%                                                       |
| Освіта, правозахист, муніципальні та урядові служби      | Освіта, правозахист, муніципальні та урядові служби      |                                                          | 18,6%                                                    | 18,6%                                                    |
| Мистецтво, культура, відпочинок та спорт                 | Мистецтво, культура, відпочинок та спорт                 |                                                          | 3,4%                                                     | 3,4%                                                     |
| Роздрібна торгівля та послуги                            | Роздрібна торгівля та послуги                            |                                                          | 16,9%                                                    | 16,9%                                                    |
| Гуртова торгівля, транспорт та обладнання                | Гуртова торгівля, транспорт та обладнання                |                                                          | 8,9%                                                     | 8,9%                                                     |
| Природні ресурси, сільське господарство                  | Природні ресурси, сільське господарство                  |                                                          | 3,8%                                                     | 3,8%                                                     |
| Виробництво                                              | Виробництво                                              |                                                          | 1,7%                                                     | 1,7%                                                     |

## Клімат
Середня річна температура становить 5,1°C, середня максимальна – 19,1°C, а середня мінімальна – -9,5°C. Середня річна кількість опадів – 1 463 мм.
| Клімат поселення                              | Клімат поселення | Клімат поселення | Клімат поселення | Клімат поселення | Клімат поселення | Клімат поселення | Клімат поселення | Клімат поселення | Клімат поселення | Клімат поселення | Клімат поселення | Клімат поселення | Клімат поселення |
| Показник                                      | Січ.             | Лют.             | Бер.             | Квіт.            | Трав.            | Черв.            | Лип.             | Серп.            | Вер.             | Жовт.            | Лист.            | Груд.            |                  |
| Середній максимум, °C                         | 0,35             | 0,00             | 2,84             | 6,94             | 11,38            | 15,67            | 18,87            | 19,05            | 15,57            | 10,88            | 6,64             | 1,69             |                  |
| Середня температура, °C                       | −4,43            | −4,77            | −1,93            | 2,17             | 6,61             | 10,90            | 15,61            | 15,78            | 12,30            | 7,61             | 3,36             | −1,57            |                  |
| Середній мінімум, °C                          | −9,2             | −9,54            | −6,71            | −2,61            | 1,83             | 6,12             | 12,33            | 12,50            | 9,03             | 4,34             | 0,09             | −4,84            |                  |
| Норма опадів, мм                              | 140              | 125              | 122              | 118              | 100              | 102              | 87               | 105              | 125              | 153              | 141              | 145              |                  |
| Середньомісячна швидкість вітру, м/с          | 8.25             | 7.69             | 7.23             | 6.61             | 5.89             | 5.47             | 5.29             | 5.32             | 5.96             | 6.78             | 7.35             | 8.10             |                  |
| Середньомісячна сонячна радіація, кДж/м²·день | 3999             | 6799             | 10628            | 14064            | 17009            | 19048            | 19311            | 16153            | 12068            | 7187             | 4148             | 3053             |                  |
| --------------------------------------------- | ---------------- | ---------------- | ---------------- | ---------------- | ---------------- | ---------------- | ---------------- | ---------------- | ---------------- | ---------------- | ---------------- | ---------------- | ---------------- |
| Джерело:                                      |                  |                  |                  |                  |                  |                  |                  |                  |                  |                  |                  |                  |                  |